# Erich Boltze (Widerstandskämpfer)

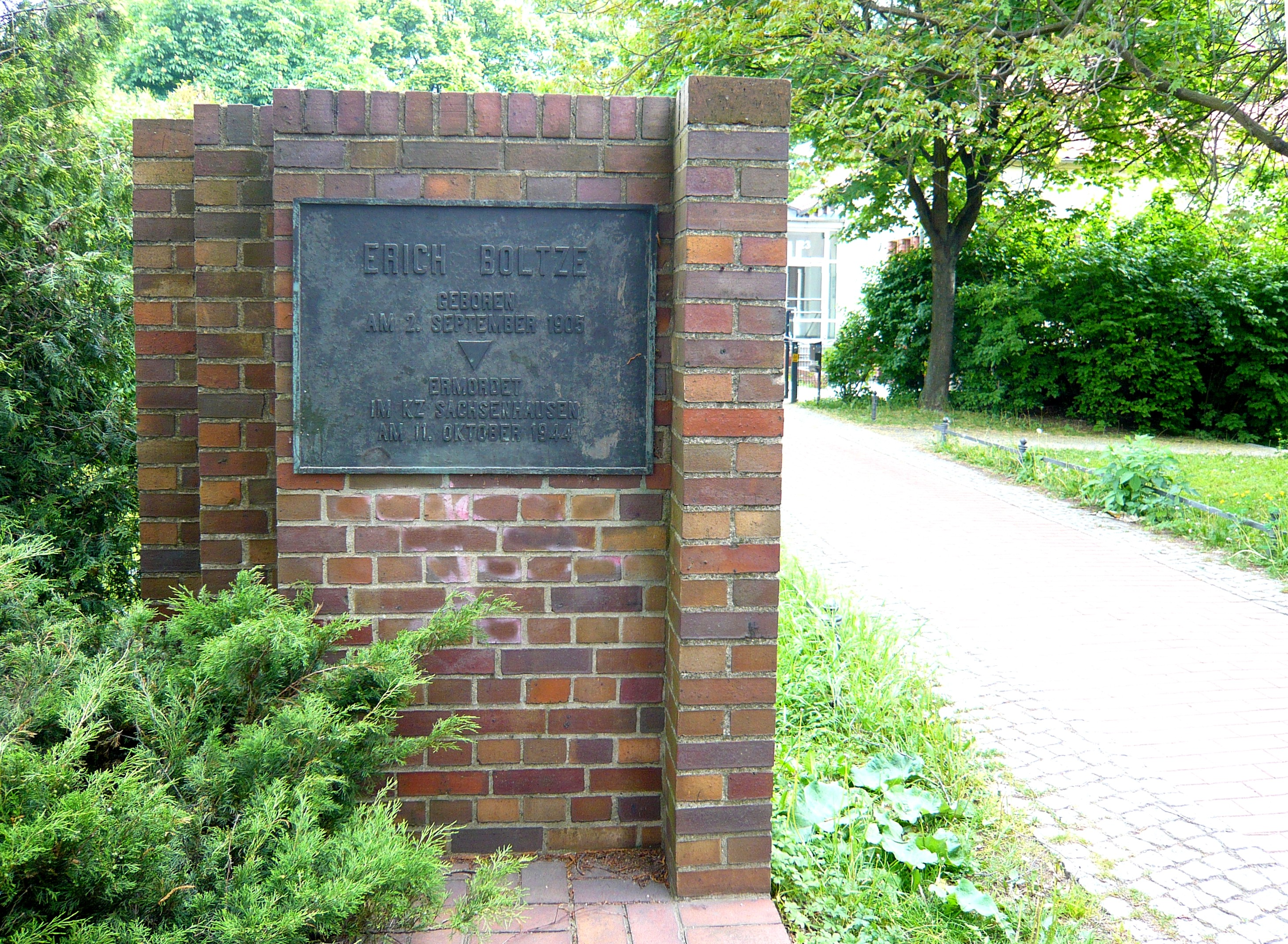
Gedenken an Erich Boltze vor dem Frei-Zeit-Haus in Weißensee

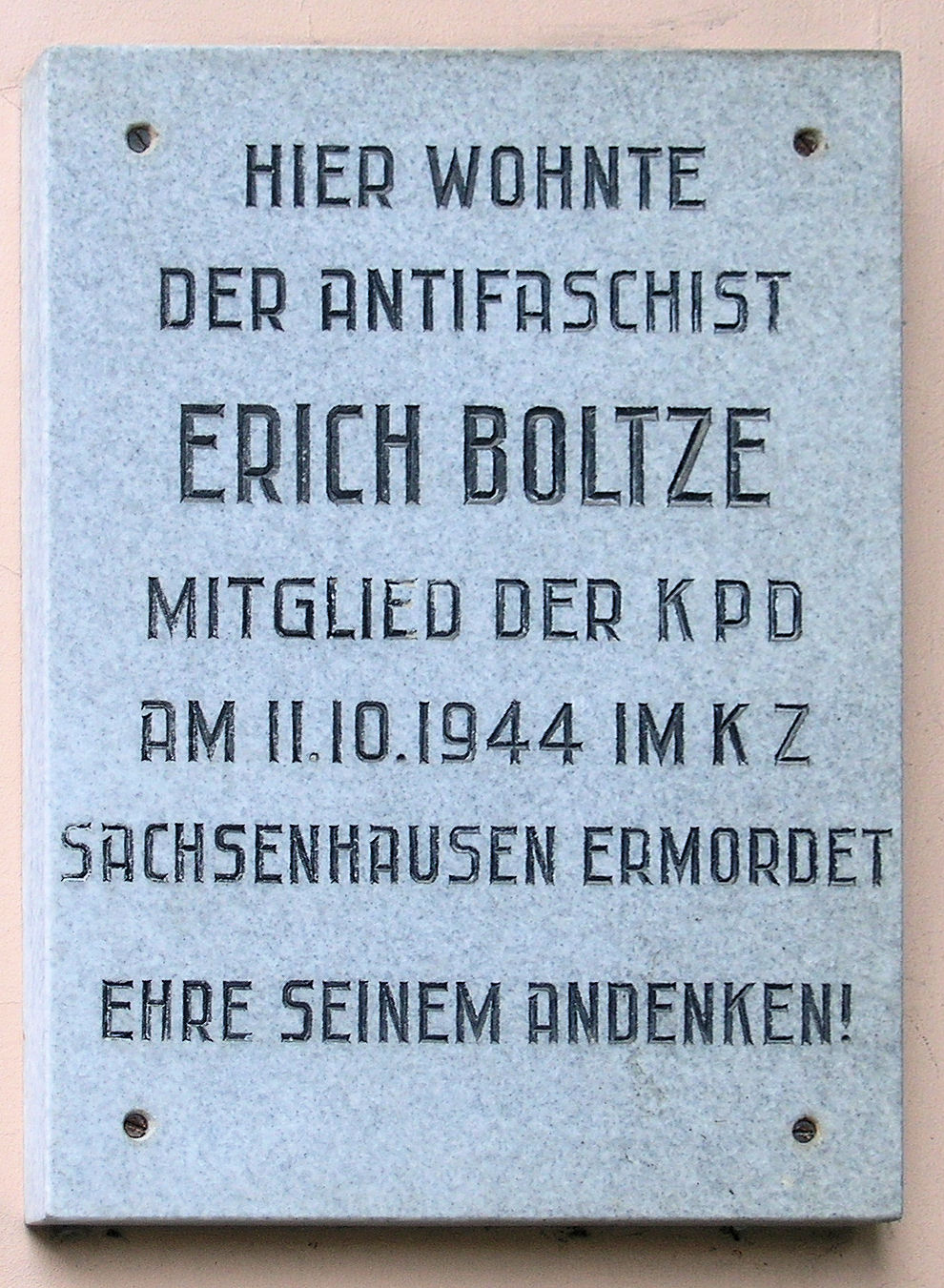
Gedenktafel am Wohnhaus

Erich Boltze (* 2. September 1905 in Berlin; † 11. Oktober 1944 im KZ Sachsenhausen) war ein deutscher Tischler und Widerstandskämpfer gegen das NS-Regime.

## Leben
Boltze wurde in Berlin in einer Arbeiterfamilie geboren und absolvierte dort eine Lehre als Tischler. Bereits frühzeitig trat er in den Kommunistischen Jugendverband Deutschlands ein. Mit zwanzig Jahren trat Boltze in die KPD ein und übernahm in der Folge zahlreiche Funktionen im Berliner Unterbezirk Nord der KPD. Durch seine Ausbildung war er gleichzeitig Mitglied im Holzarbeiterverband. Er wohnte in Berlin-Weißensee, Pistoriusstraße 28.
Mit dem Machtantritt der Nationalsozialisten tauchte er in die Illegalität ab, weil die KPD liquidiert wurde. In den damaligen Bezirken Neukölln und Prenzlauer Berg unterstützte er jedoch aktiv den Widerstand gegen das Regime und wurde schließlich am 21. Dezember 1937 verhaftet. Ein Gericht verurteilte ihn zu drei Jahren Zuchthaus, die er im Zuchthaus Luckau verbüßte. Anschließend kam er aber nicht auf freien Fuß, sondern als politischer Häftling direkt in das Konzentrationslager Sachsenhausen.
Hier fand er Gleichgesinnte und wurde Teil eines geheimen kommunistischen Netzwerks im Lager. Durch seine Tätigkeit in der Schreibstube konnte er so manchem Lagerinsassen einige Erleichterungen verschaffen, beispielsweise durch „Korrekturen“ in deren Lebenslauf. Im Gegenzug gelang es, Boltze in das Außenlager der Heinkel-Werke Oranienburg zu verlegen. Boltze konnte hier Sabotageakte bei der Flugzeugherstellung organisieren, blieb mittels eines sowjetischen Gefangenen in Verbindung mit dem Stammlager des KZ und baute ein Kurier- und Nachrichtensystem ins Hauptlager auf.
Schließlich enttarnten die Wachmannschaften der SS das Widerstandnetzwerk. Nach langen und quälenden Verhören sowie härtesten Strafarbeiten kam eine Sonderkommission der Lagerverwaltung zu der Schlussfolgerung, „die maßgeblichen kommunistischen Funktionäre [müssten] unschädlich gemacht werden“. Insgesamt 27 deutsche und französische Lagerinsassen wurden nach einem vorgetäuschten Transport von der SS im Herbst 1944 direkt im Krematorium Sachsenhausen erschossen und eingeäschert, unter ihnen auch Erich Boltze.

## Ehrungen
Am 4. September 1974 ehrte der Ost-Berliner Magistrat Erich Boltze durch Umbenennung der Gnesener Straße im damaligen Stadtbezirk Berlin-Prenzlauer Berg in Erich-Boltze-Straße. Zu dieser Zeit wurde am Wohnhaus Pistoriusstraße, in dem die Familie bis zu seiner Verhaftung lebte, eine Granittafel angebracht. Des Weiteren enthüllte man eine bronzene Gedenktafel am Gemeindezentrum Weißensee, unmittelbar vor der früheren Gaststätte der großen Festhalle, dem heutigen Frei-Zeit-Haus.
Eine Polytechnische Oberschule in Weißensee erhielt den Ehrennamen Erich-Boltze-Oberschule. 2007 wurde das Gymnasium nach dem italienischen Schriftsteller und Chemiker Primo Levi umbenannt, der dem ebenfalls dem antifaschistischen Widerstand, der italienischen Resistenza angehört hatte und als Jude das KZ Auschwitz überlebte (siehe Primo-Levi-Gymnasium). Einige Schüler hatten 2008/09 die Lebensdaten von Erich Boltze erforscht und die Ergebnisse innerhalb des Projekts step 21 in der Infoschrift Weiße Flecken veröffentlicht.